# Four Virginians
Die Four Virginians waren eine US-amerikanische Old-Time-Gruppe aus Danville, Virginia.

## Geschichte
Die Four Virginians wurden 1925 von den Brüdern Richard und Elvin Bigger sowie von Leonard Jennings und Fred Richards gegründet und spielten im gesamten Pittsylvania County, Virginia. Alle Mitglieder arbeiteten eigentlich in den Textilfabriken der Region und führten die Gruppe nur als Hobby. Nachdem sie zwei Jahre lang in Theatern, auf Barn Dances und anderen lokalen Veranstaltungen gespielt hatten, wurden sie von Charlie Pooles Erfolg angeregt und reisten nach Camden, New Jersey, um der Plattenfirma Victor Records vorzuspielen. Victor lehnte jedoch ab und so ging die Band nach New York City in der Hoffnung, einen Vertrag bei OKeh Records zu erhalten.
OKeh nahm die Four Virginians 1927 unter Vertrag und ließ die Gruppe am 21. September 1927 in Winston-Salem, North Carolina, sechs Titel einspielen. Die Platten verkauften sich nur mäßig, sodass die Gruppe nicht noch einmal zu OKeh eingeladen wurde. Die Four Virginians blieben bis Mitte der 1930er-Jahre zusammen und trennten sich dann. Elvin Bigger starb 1969 und Leonard Jennings folgte ungefähr 1982. Richard Bigger, der weiterhin der Musik nachging und auch einige weitere Aufnahmen machte, starb in den 1990er-Jahren.

## Diskografie
| Jahr         | Titel                                 | #     | Anmerkungen                           |
| ------------ | ------------------------------------- | ----- | ------------------------------------- |
| OKeh Records |                                       |       |                                       |
| 1927         | Two Little Lads / One Is My Mother    | 45163 |                                       |
|              | Swing Your Partner / New Coon In Town | 45181 |                                       |
| 1928         | Goin’ Crazy Blues / Promenade All     | 45201 | A-Seite von der Scottdale String Band |
| OKeh Records |                                       |       |                                       |
| 1927         | - Chasing Squirrels                   | OKeh  |                                       |